# Casa de Malcolm X
A Casa de Malcolm X, também conhecida como Casa de Wilfred e Ruth Little, é uma casa particular localizada na 4336 Williams Street, em Inkster, Michigan. É significativa por sua associação com o líder dos direitos civis afro-americanos Malcolm X, que viveu aqui com seu irmão Wilfred Little entre 1952 e 1953. A residência foi listada no Registro Nacional de Lugares Históricos em 2021.

## História
Esta casa foi construída em 1950, e foi a primeira propriedade de Wilfred Little (Wilfred X) e sua esposa Ruth. Wilfred ingressou na Nação do Islã na década de 1940, e em 1950, foi identificado como porta-voz do Templo nº 1 em Detroit. Em 1952, ele ajudou a facilitar a liberdade condicional de seu irmão mais novo, Malcolm, e o recebeu em sua casa. Malcolm juntou-se a seu irmão no Templo nº 1, e logo visitou o Honorável Elijah Muhammad, que formalmente lhe atribuiu o "X." Em 1953, ele foi nomeado Ministro Assistente do Templo nº 1 e, no final de 1953, foi enviado a outros templos pelo país, encerrando sua residência permanente aqui. Ele iria, entretanto, visitar seu irmão ocasionalmente ao longo dos anos até seu assassinato.
A casa acabou sendo abandonada. A partir de 2021, está sendo restaurada pela organização sem fins lucrativos We Hope, Dream, and Believe, que quer transformar a casa em um marco histórico e centro comunitário.

## Descrição
A Casa de Malcolm X é uma casa moderna minimalista de um andar e meio, com sete cômodos, construída em 1950. É construída em madeira e é quase idêntica a algumas outras casas próximas que foram construídas em torno do mesmo período. A frente é assimétrica, com porta de entrada ladeada por dois vãos de janela. Uma empena cruzada compensada é definida para um lado. A casa fica em uma fundação de concreto.